# 庫珀鎮區 (愛荷華州韋伯斯特縣)
庫珀鎮區（英語：Cooper Township）是位於美國愛荷華州韋伯斯特縣的一個行政鎮區。

## 地方資料
根據2010年美國人口普查的數據，庫珀鎮區的面積為53.48平方千米，當中陸地面積為52.98平方千米，而水域面積為0.50平方千米。當地共有人口488人，而人口密度為每平方千米9.12人。